# Pedro Mairata Gual
Pedro Mairata Gual, más conocido como Mairata (Mancor del Valle, Mallorca, 15 de enero de 1979) es un futbolista español que juega en el Gimnàstic de Tarragona de la Segunda División B de España en la posición de defensa.

## Clubes
| Club                      | País   | Año       |
| ------------------------- | ------ | --------- |
| CD Constancia             | España | 2002-2003 |
| U. D. Las Palmas "B"      | España | 2003-2004 |
| Levante Unión Deportiva B | España | 2004-2005 |
| SD Eibar                  | España | 2005-2006 |
| Unión Deportiva Almería   | España | 2006-2007 |
| Gimnàstic de Tarragona    | España | 2007-2013 |
| Atlético Baleares         | España | 2013-2019 |